# Microregione di Itapecerica da Serra
Itapecerica da Serra è una microregione dello Stato di San Paolo in Brasile, appartenente alla mesoregione Metropolitana de São Paulo.

## Comuni
Comprende 8 comuni:
- Cotia
- Embu das Artes
- Embu-Guaçu
- Itapecerica da Serra
- Juquitiba
- São Lourenço da Serra
- Taboão da Serra
- Vargem Grande Paulista